# Philodromus pawani
Philodromus pawani là một loài nhện trong họ Philodromidae.
Loài này thuộc chi Philodromus. Philodromus pawani được Pawan U. Gajbe miêu tả năm 2005.